# Серамоначеска
Серамоначеска (итал. Serramonacesca) је насеље у Италији у округу Пескара, региону Абруцо.
Према процени из 2011. у насељу је живело 372 становника. Насеље се налази на надморској висини од 292 м.

## Становништво
Према резултатима пописа становништва 2011. у општини је живело 582 становника.
| 1931. | 1936. | 1951. | 1961. | 1971. | 1981. | 1991. | 2001. | 2011. |
| ----- | ----- | ----- | ----- | ----- | ----- | ----- | ----- | ----- |
| 1.756 | 1.718 | 1.794 | 1.574 | 1.143 | 928   | 717   | 619   | 582   |